# Alexander Arkadjewitsch Tatarinow
Alexander Arkadjewitsch Tatarinow (russisch Александр Аркадьевич Татаринов; * 25. Oktober 1950 im Rajon Olowjannaja, Oblast Tschita) ist ein russischer Admiral und Chef des Hauptstabes der Russischen Seekriegsflotte. Er war zuvor Kommandeur der russischen Schwarzmeerflotte.

## Leben
Tatarinow beendete 1967 die Mittelschule und begann seine militärische Karriere an der Schwarzmeer Offiziershochschule P.S. Nachimow, die er 1972 absolvierte.
Von 1972 bis 1973 leitete er das Labor einer Minen- und Torpedowaffenbasis der Logistiktruppe der Baltischen Flotte. 1973 wurde er als Kommandeur einer Flugabwehrbatterie eingesetzt und ab 1976 als Kommandeur des Artilleriegefechtsabschnitts auf dem Großen U-Jagdschiff Slawny. 
Von 1977 bis 1979 war Tatarinow Erster Offizier des Zerstörers Bodry und des Zerstörers Njeukrotimy. Nachdem er höhere Offizierslehrgänge absolviert hatte, wurde er 1980 Kommandeur des Großen U-Jagdschiffes Obraszowy. 1988 absolvierte er die Seekriegsakademie mit Auszeichnung, wurde im selben Jahr Stabschef einer U-Jagdschiffsbrigade der Baltischen Flotte und 1990 Brigadekommandeur. Nachdem er zunächst ab 1994 als Stabschef und Erster Stellvertreter des Kommandeurs der Baltischen Seekriegsbasis gearbeitet hatte, wurde der 1995 zum Konteradmiral beförderte Tatarinow 1996 deren Kommandeur. Am 22. September 1997 übernahm er den Posten des Stabschefs der Schwarzmeerflotte. Am 23. Februar 1998 wurde er zum Vizeadmiral ernannt.
2002 beendete Tatarinow die Militärakademie des Generalstabes der Russischen Streitkräfte. Am 15. Februar 2005 übernahm er den Posten des Oberkommandierenden der Schwarzmeerflotte von Admiral Massorin. 
Im Juli 2005 sowie im Oktober 2011 nahm er an Verhandlungen mit Vertretern der NATO über die Rolle der russischen Kriegsschiffe bei der Operation Active Endeavour der nordatlantischen Allianz im Mittelmeer teil.
Am 12. Dezember 2005 wurde er zum Admiral ernannt. Von 2007 bis 2009 diente er als Stellvertreter und ab 7. Juli 2009 als Stabschef sowie 1. Stellvertreter des Oberkommandierenden der Russischen Seekriegsflotte.
Tatarinow ist verheiratet und hat zwei Kinder.

## Auszeichnungen
- Orden „Für militärische Verdienste“
- Orden „Für den Dienst am Vaterland in den Streitkräften der UdSSR“ 3. Klasse
- Orden des Heiligen Orthodoxen Großfürsten Dmitri Donskoi 2. Klasse (10. November 2005)
- weitere Medaillen